# 施玉海
施玉海（1901年—1981年），河北阜城人，中华人民共和国政治人物。
担任全国劳模。东北西安煤矿采煤队队长。1954年，当选第一届全国人民代表大会代表。